# Unge greven ta'r flickan och priset
Unge greven ta'r flickan och priset är en svensk komedifilm från 1924 i regi av Rune Carlsten.

## Om filmen
Filmen spelades in vid Bonnierateljén på Kungsholmen med exteriörer från Wicanderska villan på Djurgården, Falsterbo, Malmö, Lund, Landskrona, Helsingborg, Värnamo, Jönköping, Linköping och Slussen i Stockholm av Ragnar Westfelt. Filmen baserades på en filmidé av Torsten Ohlson.
Filmen premiärvisades 17 november 1924 i Kalmar, Landskrona, Jönköping, Halmstad, Linköping, Örebro och Norrköping. Den hade Stockholmspremiär den 1 december på Röda kvarn.
I filmen debuterade Anita Brodin som via en tävling i Bonniers Veckotidning fått rollen som Sonja Behrencrona.

## Rollista (i urval)
- Karin Swanström – grevinnan Euphrosyne Behrencrona
- Anita Dorr – grevinnan Sonja Behrencrona
- Nils Arehn – greve Casimir Lewenstierna, ägare till Stensiöö slott nära Falsterbo
- Gösta Ekman – greve Hans Lewenstierna, greve Casimirs nevö och arvtagare
- John Ekman – förvaltare på Stensiöö
- Ernst Brunman – Carlsson, Behrencronas chaufför
- August Lundmark – hovmästare på Stensiöö
- Nils Ohlin – betjänt på Stensiöö
- Hasse Ekman – vinnaren i barnbiltävlingen i Falsterbohus
- Mona Geijer-Falkner – tjänarinna på Stensiöö
- Knut Pehrson – konstapel 38